# فرودگاه نیروی هوایی سلطنتی نیوتون
فرودگاه نیروی هوایی سلطنتی نیوتون (به انگلیسی: RAF Newton) یک فرودگاه نظامی است که یک باند فرود چمن دارد و طول باند آن ۱۲۳۰ متر است. این فرودگاه در شهر ناتینگهام کشور انگلستان قرار دارد و در ارتفاع ۵۵ متری از سطح دریا واقع شده است.